# سن میشل
سن میشل (به لاتین: Sint-Michiels) یک منطقهٔ مسکونی در بلژیک است که در بروخه واقع شده‌است. سن میشل ۹٫۵۹ کیلومتر مربع مساحت و ۱۲٬۲۸۸ نفر جمعیت دارد.